# Gradinje (Cerovlje)
Pour les articles homonymes, voir Gradinje.
Gradinje (en italien : Gradigne) est une localité de Croatie située en Istrie, dans la municipalité de Cerovlje, dans le comitat d'Istrie. En 2001, la localité comptait 43 habitants.

## Démographie
| 1948 | 1953 | 1961 | 1971 | 1981 | 1991 | 2001 |
| ---- | ---- | ---- | ---- | ---- | ---- | ---- |
| 233  | 204  | 130  | 102  | 74   | 58   | 43   |